# Sune Persson (fotbollsspelare)
Sune Persson, född 29 november 1945, är en svensk före detta fotbollsspelare (försvarare), som representerade Gais åren 1963–1976.
Persson var en egen produkt och debuterade i Gais A-lag säsongen 1963, då han spelade en allsvensk match. Han blev något så när ordinarie i A-laget först 1969, då han spelade 13 av 22 matcher för klubben i allsvenskan. 1974 tilldelades han Hedersmakrillen som lagets bäste spelare. Totalt blev det 177 matcher och 3 mål för Persson i Gais.
Persson spelade även i Gais handbollslag.